# شیم چانگمین
شیم چانگمین ( به کره ای: 심창민، متولد ۱۸ فوریهٔ ۱۹۸۸ )، بیشتر با اسم مستعار مکس و چوی کانگ چانگ مین ( 최강창민 ، 最强昌珉 ) در کره جنوبی، چانگمین ( チャンミン ) در ژاپن و شِن چانگمین ( 沈昌珉 ) در چین و تایوان شناخته می‌شود. وی خواننده و آهنگساز کره ایست و گهگاهی به حرفهٔ بازیگری می‌پردازد.

چانگمین کوچکترین عضو گروه پسرانهٔ تی‌وی‌ایکس‌کیو و چهارمین عضوی بود که به گروه ملحق شد. پس از جدایی سه تن از اعضای گروه،به همراه یونهو ( رهبر گروه )، تحت همین نام - تی وی ایکس کیو - و تحت کمپانی‌های اس ام در کره و اوکس در ژاپن به فعالیت خود ادامه داد.

## اوایل زندگی
چانگمین در سئول به دنیا آمد و در همانجا پرورش یافت. وی اولین فرزند والدینی بود که هر دو معلم بودند / هستند. دو خواهر کوچکتر او شیم سو یون و شیم جی یون نام دارند.

از همان ابتدای کودکی رویای گویندگی برنامه‌های تلویزیونی و گزارش‌های ورزشی را در سر می پروراند. پس از موفقیت در ششمین دورهٔ رقابت‌های سالیانهٔ جوانان اس ام، جایزهٔ بهترین خواننده و بهترین هنرمند را از آن خود کرد.

پس از دو سال تحصیل در آکادمی موسیقی اس ام، به عضویت گروه تی وی ایکس کیو درآمد. در سال ۲۰۰۳، با اجرای آهنگ «آغوش» در ویژه برنامهٔ بوآ و بریتنی اسپیرز، که از شبکهٔ اس‌بی‌اس به نمایش درآمد، شروع بکار کرد.

در ابتدا آموزش‌های لازم برای تک خوانی را گذراند. اسم هنری مکس ( خلاصه شدهٔ ماکسیمم، به کره ای: چویکانگ ) به معنی «بهترین» یا «قدرتمندترین» می‌باشد .

## حرفهٔ خوانندگی

### تی وی ایکس کیوی سابق
در سال ۲۰۰۳، به عنوان کوچکترین عضو، به گروه تی‌وی‌ایکس‌کیو پیوست.

چانگمین توانایی بالایی در ارائهٔ نت‌های بالا دارد. وی علاوه بر همکاری در فعالیت‌های تی وی ایکس کیو، در پروژه‌های تکی نیز شرکت داشت. در سال ۲۰۰۷، متن آهنگ «همیشه سبز» را نوشت، این آهنگ در آلبوم گردآوری شدهٔ زمستانی سال ۲۰۰۷ اس‌ام تاون، «تنها عشق»، گنجانده شد. در سال ۲۰۰۸، متن کره ای آهنگ «عشق در یخ» را برای چهارمین آلبوم کره ای گروه، «میروتیک»، سرود.

### تی وی ایکس کیوی فعلی
در ۳ آوریل ۲۰۱۰، اوکس تعلیق فعالیت‌های ژاپنی گروه را اعلام کرد، و حمایت از فعالیت‌های انفرادی اعضا را جزو برنامه‌های خود قرار داد.

از ماه اوت تا سپتامبر ۲۰۱۰، یونهو و چانگمین به عنوان دو عضو باقی‌ماندهٔ تی‌وی‌ایکس‌کیو در «دهمین تور جهانی اس‌ام تاون» حضور یافتند و با ارائهٔ تک آهنگ جدید «ماکسیمم» و «چرا»، در سئول و لس آنجلس و شانگهای حضور یافتند.

در ۲۳ نوامبر ۲۰۱۰، بازگشت تی‌وی‌ایکس‌کیو، در اوایل سال ۲۰۱۱ و بهمراه دو عضو، قطعی شد.

در ۲۴ نوامبر ۲۰۱۰، کمپانی اوکس و اس ام ژاپن، قرار داد خود را با تمام زیر مجموعه‌های اس‌ام تمدید کردند، که تی‌وی‌ایکس‌کیو نیز جزوی از آن بود.

چانگمین در ژانویهٔ ۲۰۱۱، آهنگ «اعتراف» را نوشت که جزوی از آلبوم «سرت رو پایین نگه دار» و همچنین آهنگ‌های متن سریال «مزرعۀ بهشتی» بود.

## حرفهٔ بازیگری
در سال ۲۰۰۶، به همراه دیگر اعضای تی‌وی‌ایکس‌کیو، در سریال چند قسمتی «تعطیلات» به ایفای نقش پرداخت، این سریال پخش ویژه ای در سالن کنفرانس دانشگاه یونسِی داشت.

وی همچنین در چند قسمت از «بانجون دراما»، سریال کوتاه پخش شده از شبکهٔ اس‌بی‌اس، حضور داشت.

چانگمین همچنین اولین فرد مورد نظر برای بازی در سریال «شکوفه های برفی» بود، به دلیل برنامهٔ فشردهٔ گروه، در نهایت کیم کی بوم جایگزین وی شد.

در سال ۲۰۰۹، در سریال «مزرعۀ بهشتی» به ایفای نقش پرداخت. هنگام پخش این سریال در ژاپن، دوبلهٔ ژاپنی این نقش را نیز بر عهده داشت.

همچنین در پنج قسمت انتهایی سریال «آتنا: الهۀ جنگ» حضوری افتخاری یافت.

## زندگی شخصی

### تحصیلات
چانگمین در سال ۲۰۰۶، از دبیرستان گِپو فارغ التحصیل شد، و به دنبال آن در دانشگاه کیونگ هی سئول پذیرفته شد. در سال ۲۰۰۹، به عنوان دانشجوی موسیقی پست مدرن وارد این دانشگاه شد. از سال ۲۰۱۱ برای اخذ دومین مدرک خود، در دانشگاه کُن کوک مشغول به تحصیل است.

### کمک های داوطلبانه
در ژانویهٔ ۲۰۰۸، به همراه پدرش برای پاکسازی سواحل ته‌آن داوطلب شد، این کار بدنبال وسیع‌ترین نشت نفتی تاریخ کشور کره صورت گرفت. سفر وی به این منطقه حین تعطیلات و استراحت ابتدای سال گروه انجام گرفت و مقرر بود کسی از آن مطلع نشود، پس از ارسال عکس‌های چانگمین به یکی از سایت‌های طرفداران، رسانه ها و عموم از این امر مطلع شدند. این واقعه بعدها توسط یکی از عوامل مرتبط به تی‌وی‌ایکس‌کیو تأیید شد.

## فیلم شناسی
| سال # | عنوان          | نقش                          |
| ----- | -------------- | ---------------------------- |
| ۲۰۰۶  | تئاتر بانجون   | خودش                         |
| ۲۰۰۶  | تعطیلات        | خودش                         |
| ۲۰۱۰  | آتنا: الهۀ جنگ | چوی ته هیون (میهمان، ۵ قسمت) |
| ۲۰۱۱  | مزرعۀ بهشتی    | هان دونگ جو                  |
| ۲۰۱۱  | مرد دونده      | میهمان قسمت ۲۷               |
| ۲۰۱۲  | فرار با طلا    | مومو                         |
| ۲۰۱۴  | می‌می           | هان مین-وو                   |
| ۲۰۱۵  | دانشمند شب‌گرد  | ولیعهد لی یون                |

## جوایز
- ۶امین رقابت های سالانهٔ کمپانی اس‌ام: بهترین خواننده
- ۶امین رقابت های سالانهٔ کمپانی اس‌ام: بهترین هنرمند